# Pegnitz (stad)
Pegnitz is een plaats in de Duitse deelstaat Beieren, en maakt deel uit van de Landkreis Bayreuth en is de oostelijke toegangspoort tot de Fränkische Schweiz. Pegnitz telt 13.271 inwoners.
De gemeente Pegnitz wordt gevormd door de stad Pegnitz en 44 dorpen en gehuchten.
| - Birklmühle - Bodendorf - Bronn - Buchau - Büchenbach - Großkrausmühle - Haidmühle - Hainbronn - Hedelmühle - Heroldsreuth - Herrenmühle - Hollenberg - Horlach | - Kaltenthal - Kleinkrausmühle - Körbeldorf - Kosbrunn - Kotzenhammer - Langenreuth - Lehm - Leups - Leupsermühle - Lobensteig - Lüglas - Nemschenreuth - Neudorf | - Neuhof - Oberhauenstein - Penzenreuth - Pertenhof - Reisach - Rosenhof - Scharthammer - Stein - Stemmenreuth - Trockau - Troschenreuth - Vestenmühle | - Weidelwangermühle - Weidmannshöhe - Willenberg - Willenreuth - Wolfslohe - Zips |

Pegnitz ontstond uit twee nederzettingen. Een ervan droeg de naam Begenz - eerste vermelding in de stichtingsoorkonde van 6 mei 1119 van het klooster Michelsfeld. Vanaf 1293 krijgt het de naam Begniz om in 1329 zijn huidige naam te krijgen. In 1355 verleende Keizer Karel IV aan Pegnitz stadsrechten.
In Pegnitz ontspringt de gelijknamige rivier Pegnitz, die in zuidwestelijke richting naar de stad Neurenberg stroomt en vervolgens uitmondt in de rivier de Regnitz.

## Bezienswaardigheden
- Middeleeuws raadhuis uit 1347
- Zaussenmühle uit 1450 met de Pegnitzbron
- Schloßberg met uitkijktoren uit 1923
- Wasserberg met het Karstwonder
- Evangelische Kerk St. Bartholomäus uit 1900
- Voormalige ijzerertsmijn Bergwerksstollen: Erwein II
- Ruïne van de burcht Hollenberg
- Pirkenreuther Kapelle, een ruïne in het verlaten gehucht Pirkenreuth

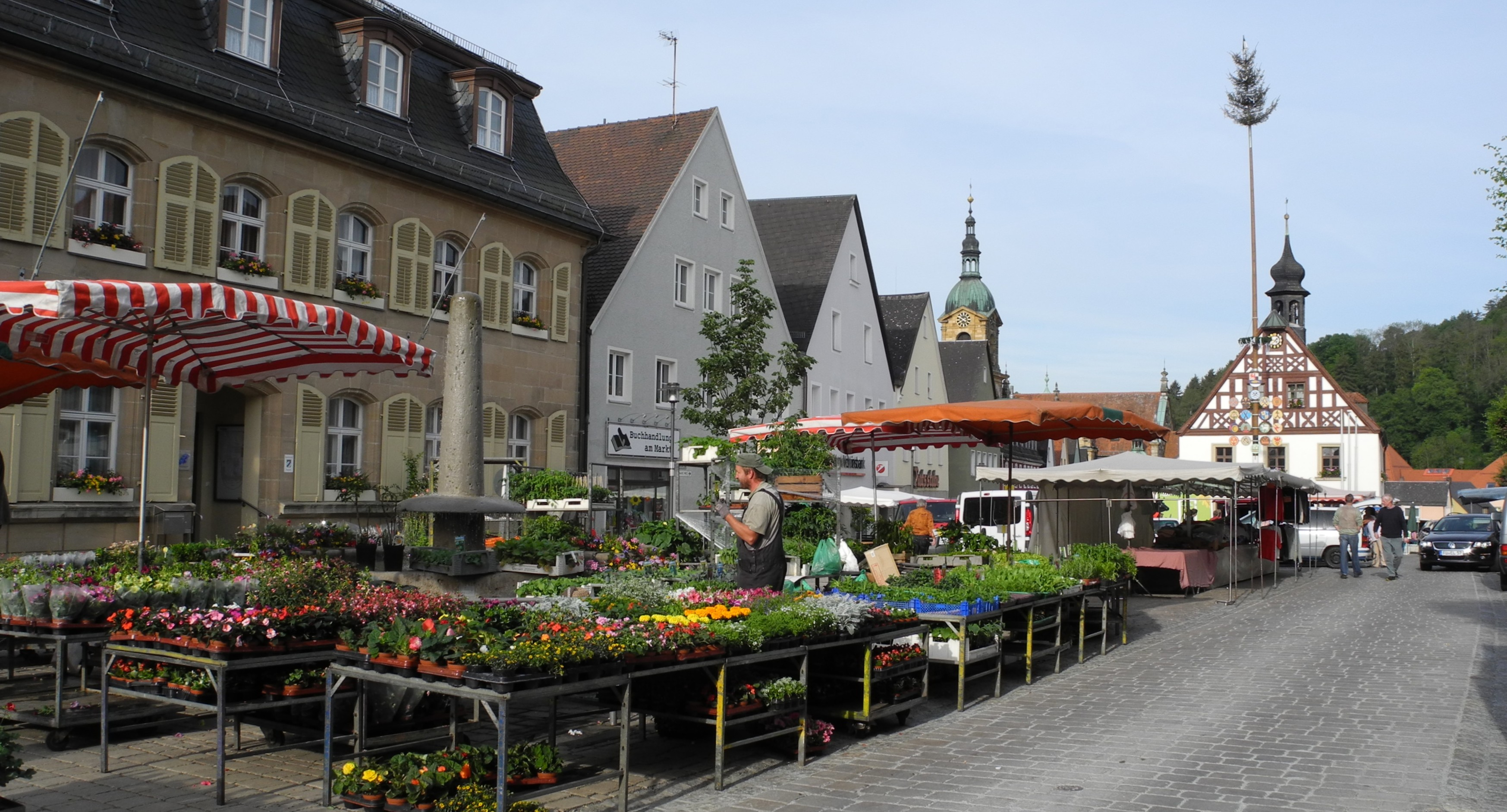
Markt met oude raadhuis en meiboom
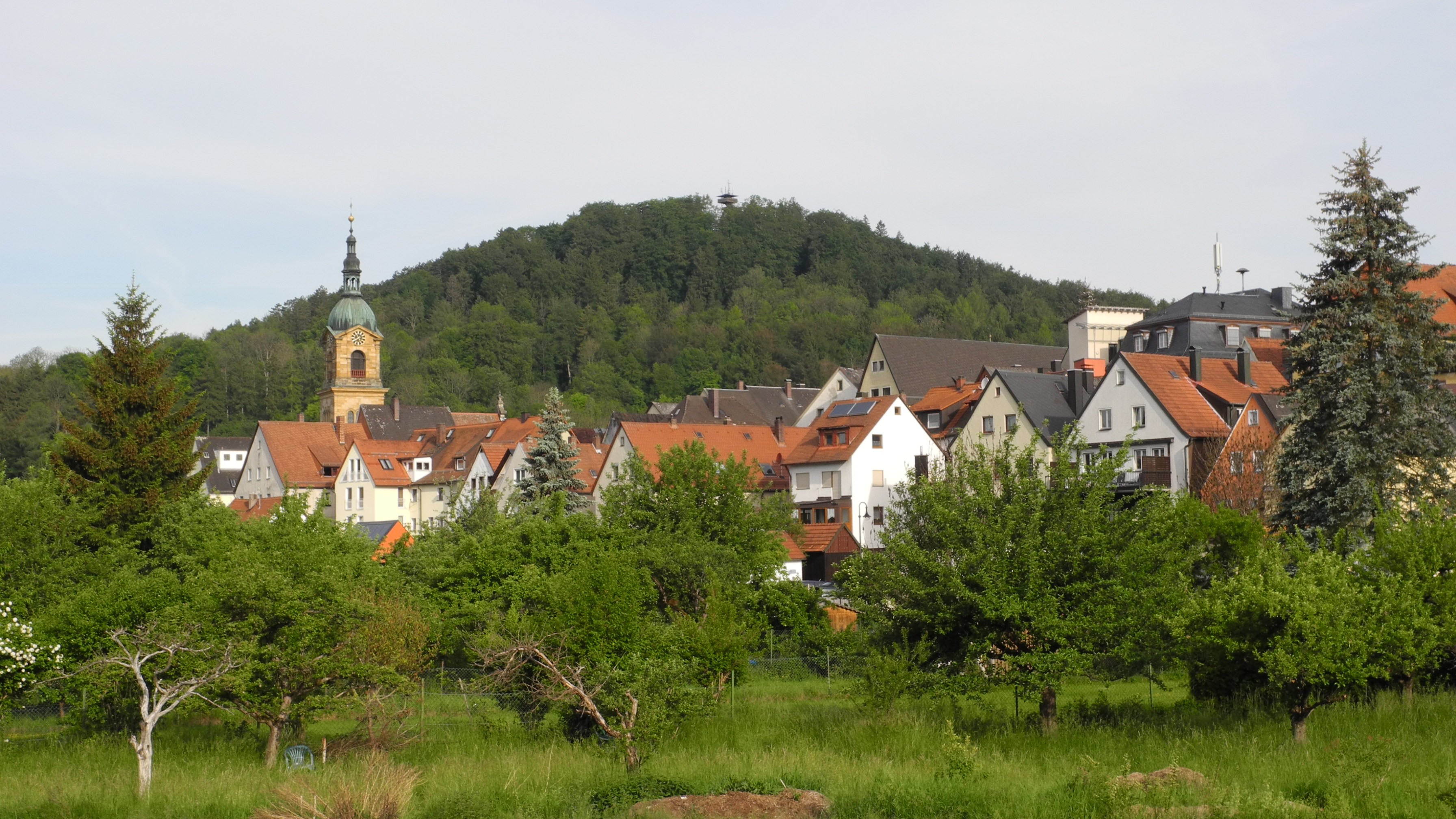
Toren Bartholomeuskerk en Schloßberg
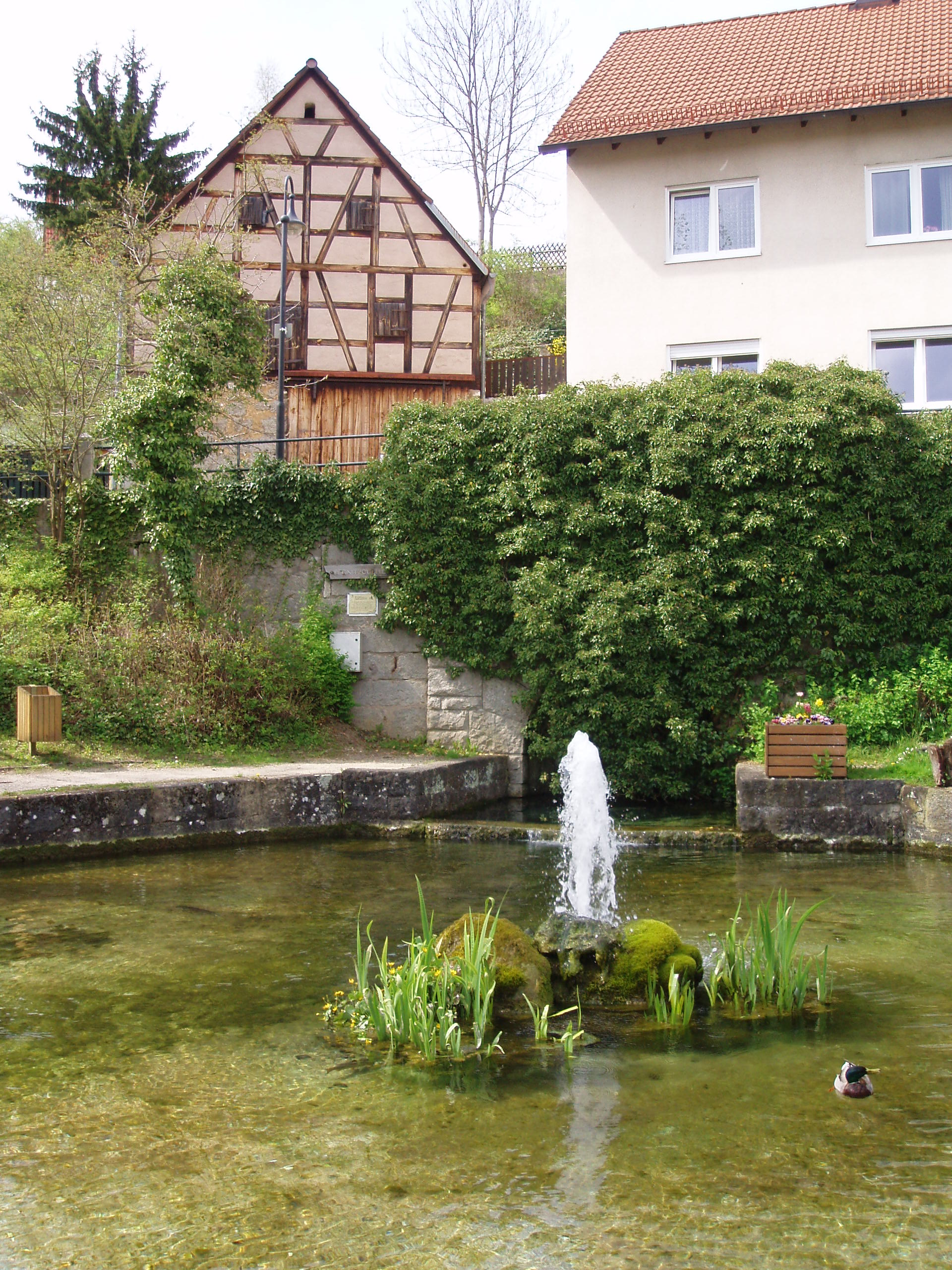
Pegnitzbron bij Zaussenmühle

Ahorntal ·
Aufseß ·
Bad Berneck im Fichtelgebirge ·
Betzenstein ·
Bindlach ·
Bischofsgrün ·
Creußen ·
Eckersdorf ·
Emtmannsberg ·
Fichtelberg ·
Gefrees ·
Gesees ·
Glashütten ·
Goldkronach ·
Haag ·
Heinersreuth ·
Hollfeld ·
Hummeltal ·
Kirchenpingarten ·
Mehlmeisel ·
Mistelbach ·
Mistelgau ·
Pegnitz ·
Plankenfels ·
Plech ·
Pottenstein ·
Prebitz ·
Schnabelwaid ·
Seybothenreuth ·
Speichersdorf ·
Waischenfeld ·
Warmensteinach ·
Weidenberg